# Lothar Krapohl
Lothar Krapohl (* 5. Juli 1949) ist ein deutscher Sozialpädagoge, Pädagoge, Erziehungswissenschaftler, (Lehr-)Supervisor und Professor an der Katholischen Hochschule NRW.

## Leben
Nach einem Studium der Sozialpädagogik in den Jahren von 1974 bis 1979 war Lothar Krapohl in der Jugendarbeit und als Referent für Erwachsenenbildung tätig. Im Jahr 1987 begann er ein Studium der Pädagogik, Soziologie und Psychologie an der Rheinisch-Westfälischen Technischen Hochschule (RWTH) Aachen, das er mit der Promotion im Fach Erziehungswissenschaften bei Franz Pöggeler und Louis Lowy, Boston University USA, abschloss. Seit dem Oktober 1980 arbeitete er als Dozent an der Katholischen Hochschule Nordrhein-Westfalen (KatHO NRW) (bis 2008 KFH NW), Abt. Aachen, ab 1987 als Professor für Didaktik/Methodik der Sozialpädagogik, Jugend und Erwachsenenbildung und Supervision an dieser Hochschule.
Er absolvierte an der damaligen Akademie für Jugendfragen in Münster von 1981 bis 1983 eine Ausbildung zum Supervisor, sowie von 1987 bis 1993 eine Ausbildung als Balintgruppenleiter beim „Fortbildungsinstitut für Supervision e. V.“ (FIS) (damals) in Münster (Gerhard Leuschner), ebenso eine Zusatzausbildung zum NLP-Practitioner 1989–1992 an der Deutschen Akademie für angewandtes NLP.
Er nahm außerdem Gastprofessuren in Spanien, Italien, Großbritannien, Ungarn und den USA wahr.

### Schwerpunkte seiner Lehrtätigkeit
- Fachwissenschaft Soziale Arbeit (Theorien und Konzepte sozialer Arbeit (Social Group Work/Gruppendynamik und Beratung))
- Sozialmanagement (insbes.: Systemisch-konstruktivistische Konzepte von Führung und Leitung)
- Soziale Arbeit im internationalen und interkulturellen Kontext
- Supervision (Dozent, Studiengangsleiter (bis 2008), „Senior Counsellor“ (ab 2008) beim Masterstudiengang der KatHO, Abt. Münster[2])

### Schwerpunkte seiner Arbeit außerhalb der Hochschule
- Forschungen, Lehre und Publikationen zu Erwachsenenbildung, Sozialarbeit/Sozialpädagogik, Sozialmanagement, Soziale Gruppenarbeit und Gruppendynamik, Coaching, Supervision und systemisch-konstruktivistische Arbeit mit Einzelnen, Familien, Gruppen, Teams und Organisationen
- Beratung und Anleitung von Mitarbeitern in unterschiedlichen Feldern der Sozialpädagogik
- Praxisanleitung
- Social Groupwork
- systemische Paar- und Familienberatung
- Balintgruppenleitung
- Coaching und Mediation
- Supervisor (DGSv)
- Systemische Beratung und Therapie

## Mitarbeit in Gremien, Instituten, Fachverbänden
- Zeitschrift „Supervision“ (langjähriger Mit-Herausgeber und Redakteur)
- Institut für Beratung und Supervision Aachen (Mitgründer zusammen mit Doktor Heinz J. Kersting, Gesellschafter und Mitglied der Institutsleitung 1985–2000)
- Deutsche Gesellschaft für Supervision DGSv
- Systemische Gesellschaft (Lehrender Supervisor SG)

## Werke

### Bücher (Autor und (Mit-)Herausgeber)
- Erwachsenenbildung. Spontaneität und Planung (= Schriften des Instituts für Beratung und Supervision, Band 2), (= zugl. Hochschulschrift: Aachen, Techn. Hochsch., Diss., 1987), Aachen 1987, ISBN 3-9801175-1-0.
- (Hrsg.), mit Heinz J. Kersting (Hrsg.), Gerhard Leuschner (Hrsg.), Diagnose und Intervention in Supervisionsprozessen (= Schriften des Instituts für Beratung und Supervision, Band), Aachen 1988, ISBN 3-9801175-2-9.
- (Hrsg.), mit Margret Nemann (Hrsg.), Jörg Baur (Hrsg.), Peter Berker (Hrsg.), Supervision in Bewegung. Ansichten – Aussichten, (= Schriften der Katholischen Fachhochschule Nordrhein-Westfalen, Band 8), Opladen, Farmington Hills, Michigan 2008, ISBN 978-3-938094-75-4.

### Beiträge in Sammelwerken
- mit Werner Langthaler, Zur Stellung der Lehrsupervision in der Supervisionsausbildung. Ein Interview, in: Wolfgang Boetcher (Hrsg.), Gerhar Leuschner, Lehrsupervision. Beiträge zur Konzeptentwicklung (= Schriften zur Supervision, Band 1), Aachen 1989, ISBN 3-9801175-3-7, S. 63–76.
- Verstehen! Nicht immer, aber immer öfter. Neuroliguistisches Programmieren in der Supervision, in: Heinz J. Kersting (Hrsg.), Heidi Neumann-Wirsig (Hrsg.), Supervision – Konstruktion von Wirklichkeiten (= Schriften zur Supervision, Band 3), Aachen 1992, ISBN 3-928047-02-7, S.
- mit Heinz J. Kersting, Teamsupervision, in: Harald Pühl (Hrsg.), Handbuch der Supervision, Teil 2, Berlin 1994, ISBN 3-89166-180-0, S. 95–111.
- mit Heinz J. Kersting, Soziale Gruppenarbeit/Social Groupwork in Deutschland, in: Jesús Hernández Aristu (Hrsg.), Heinz J. Kersting (Hrsg.), I. Budai (Hrsg.), Ausbildung für die Soziale Arbeit auf europäischem Level. Das TEMPUS-Projekt SWEEL (Social Work Education on a European Level) Deutschland – Spanien – Ungarn (= Schriften des Fachbereichs Sozialwesen an der Fachhochschule Niederrhein, Band 13), Mönchengladbach 1995, S. 307–331.
- Klassische Methoden Sozialer Gruppenarbeit, in: Georg Nebel (Hrsg.), Bernd Woltmann-Zingsheim (Hrsg.), Werkbuch für das Arbeiten mit Gruppen (= Schriften des Instituts für Beratung und Supervision, Band 13), Aachen 1997, ISBN 3-928047-19-1, S. 31–43 und S. 362–371.
- mit Winfried Quint und Christiane Krapohl, Triaden-Lehrsupervision. In: Heinz J. Kersting, Supervision und Qualität. Das Aachener Modell der Supervisionsausbildung (= Schriften zur Supervision, Band 10), Aachen 2001, ISBN 3-928047-38-8.
- Systemisch-konstruktivistische Supervision – Supervision in einer veränderten Zukunft, in: Lothar Krapohl (Hrsg.), Margret Nemann (Hrsg.), Jörg Baur (Hrsg.), Peter Berker (Hrsg.), Supervision in Bewegung. Ansichten – Aussichten, (= Schriften der Katholischen Fachhochschule Nordrhein-Westfalen, Band 8), Opladen, Farmington Hills, Michigan 2008, ISBN 978-3-938094-75-4, S. 159–182. online verfügbar
- mit Jörg Baur, Supervision studieren?! Der Masterstudiengang Supervision der Katholischen Fachhochschule Nordrhein-Westfalen und des Bistums Münster, in: Lothar Krapohl (Hrsg.), Margret Nemann (Hrsg.), Jörg Baur (Hrsg.), Peter Berker (Hrsg.), Supervision in Bewegung. Ansichten – Aussichten, (= Schriften der Katholischen Fachhochschule Nordrhein-Westfalen, Band 8), Opladen, Farmington Hills, Michigan 2008, ISBN 978-3-938094-75-4, S. 18–33. Beitrag online verfügbar
- Der Blick zurück nach vorn!, in: Heidi Neumann-Wirsig (Hrsg.), Supervisions-Tools. Die Methodenvielfalt der Supervision in 55 Beiträgen renommierter Supervisorinnen und Supervisoren, Bonn 2008, ISBN 978-3-936075-81-6, S. 271–274.
- Persönliche Ansichten und Einsichten zu Ökonomisierung der Bildung und des Sozialen und ihren Folgen für die Supervision, in: Jörg Baur (Hrsg.), Peter Berker (Hrsg.), Margret Nemann (Hrsg.), Supervision in der Beobachtung. Forschungs und praisbezogene Perspektiven. (= Schriften der KatHO NRW, Band 22), Opladen, Farmington Hills, Michigan 2015, ISBN 978-3-8474-0644-0, S. 19–25.

### Zeitschriftenartikel
- mit Heinz J. Kersting, Wie sich Gruppen in Fortbildungen entwickeln, in: Gruppe und Spiel. Zeitschrift für Gruppenpädagogik und soziales Lernen, Sonderheft, 1991, S. 32–39.
- Ethik in der Supervision – Luxus oder Notwendigkeit, in: supervision, Jahrgang 2000. Heft 4, S. 3.